# Phrynocephalus euptilopus
Phrynocephalus euptilopus là một loài thằn lằn trong họ Agamidae. Loài này được Alcock & Finn mô tả khoa học đầu tiên năm 1897.